# San Jaime de la Frontera
San Jaime de la Frontera es un municipio del distrito Tatutí del departamento Federación en la provincia de Entre Ríos, República Argentina. El municipio comprende la localidad del mismo nombre y un área rural.

## Historia
Los primitivos habitantes se agrupaban en colonias donde la mayoría hablaba la misma lengua, tenían las mismas creencias y podía educar a sus hijos con sus costumbres. También se ayudaban en las tareas agrícolas. 
Otros pueblos crecieron por la necesidades de los que trabajaban en el campo, por ejemplo, cerca de un camino se instalaba un almacén de ramos generales, donde podía comprar todo lo que ellos necesitaban, entre ellos productos hechos en la zona, alimentos, cosas que no producían, etc. Allí se levantaba una capilla o iglesia para los oficios religiosos, se construía una escuela, se instalaba un puesto de correo, se levantaban casas para los que trabajaban y así iba creciendo el nuevo pueblo: San Jaime de la Frontera.  
Este pueblo no tiene una fecha de fundación, los primeros pobladores de lo que hoy es San Jaime llegaron de la provincia de Corrientes allá por el 1800 aproximadamente, donde levantaron aquí sus ranchos de adobe y paja brava, trayendo sus costumbres criollas. Paulatinamente se fueron agregando uruguayos, franceses, españoles, belgas, vascos, alemanes e italianos que colonizaron la región. Por disposición gubernamental se crearon las Colonias Oficiales N.º 9 y N.º 10 y luego Colonia Tunas.
Se reafirma como villa con un trazado definitivo en 1935, cuando ya se contaba con toda una población en marcha con el ferrocarril. El pueblo tuvo varios nombres antes de llegar a la actual, se llamó Fronteras; la estación de ferrocarril en cambio llevaba el nombre de San Jaime. Luego a solicitud de la viuda de Arruabarrena quien solicitara el trazado definitivo de la Villa en 1935, se le asignó el nombre de Juan B. Arruabarrena, manteniendo la estación de ferrocarril, el nombre anterior. En 1965 a solicitud de vecinos el entonces gobernador Cotín Benjamín Stubrín por decreto respectivo da también a la localidad el nombre de San Jaime. El 27 de noviembre de 1967, se crea la municipalidad de segunda categoría, imponiéndose el actual nombre por la unión de sus dos primeros San Jaime de la Frontera.  
En 1982 San Jaime de la Frontera pasó a formar parte en su totalidad del departamento Federación, en el distrito Tatutí, hasta entonces su ejido municipal se repartía entre los departamentos Federación y San José de Feliciano (distrito Basualdo).

## Ciudad y plano de la ciudad
Limita al norte con la provincia de Corrientes, al este y al sur con zona de explotaciones agropecuarias del Distrito Tatutí y al oeste con el departamento Feliciano.  

### Red vial
Se interconecta con el resto de la provincia mediante la Ruta Nacional 127, la Provincial 1 y la Ruta Nacional 14

### Clima
El clima es cálido con variedad tropical sin estación seca, en verano la temperatura supera en promedio los 26 °C. La temperatura media anual en promedio es de 20 °C. Las precipitaciones superan los 1000 mm anuales.

### Población
Aproximadamente 4337 habitantes, incluyendo todo el ejido municipal., se estima que al menos el 45% sean descendientes españoles y europeos.

### Economía
Su suelo es apto para la explotación ganadera, citrus y especies forestales, en elevado crecimiento la plantación de arroz y soja. También se desarrolla la horticultura y apicultura, como en otras ciudades del mismo departamento.

## Lugares de interés general
Para los amantes del aire libre y la naturaleza, una buena opción es el Complejo polideportivo municipal, que cuenta con canchas de fútbol, hockey, vóley, rugby, básquet y atletismo. Otro lugar que hace gala del verde y la armonía visual es la Plaza Tambor de Tacuarí.
La ciudad también cuenta con una iglesia católica, policía, un centro cultural, la municipalidad, un polideportivo municipal, tres escuelas primarias en el radio urbano más cuatro en el sector rural  y dos de educación secundaria.

## Parroquia de la Iglesia católica en San Jaime de la Frontera

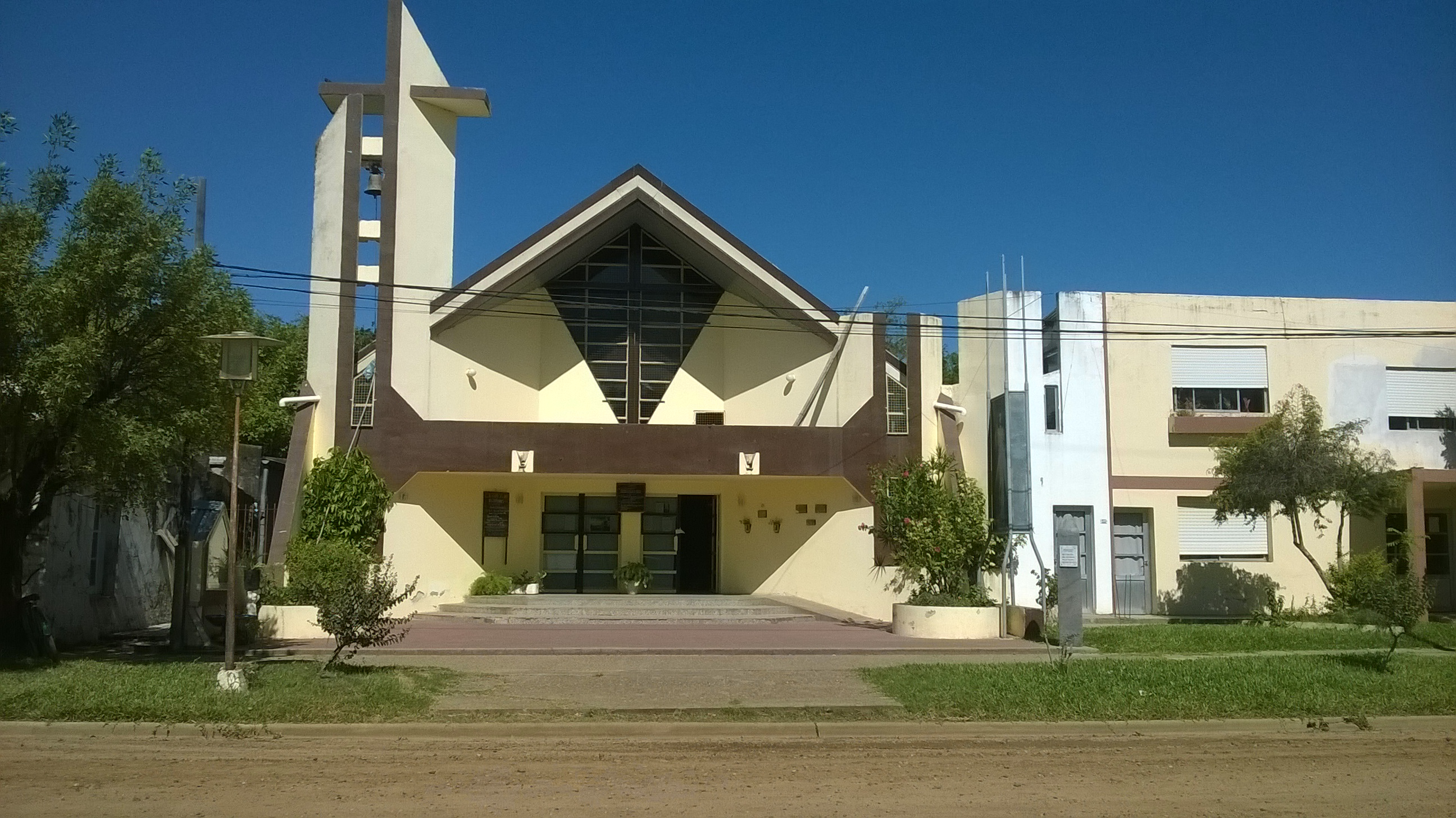
Parroquia Sagrado Corazón de Jesús ubicada en el centro de la ciudad

| Diócesis   | Concordia                |
| ---------- | ------------------------ |
| Parroquias | Sagrado Corazón de Jesús |